# L'Isle-sur-Serein
Pour les articles homonymes, voir L'Isle.
L'Isle-sur-Serein est une commune française située dans le département de l'Yonne en région Bourgogne-Franche-Comté.

## Géographie

### Climat
Pour des articles plus généraux, voir Climat de la Bourgogne-Franche-Comté et Climat de l'Yonne.
En 2010, le climat de la commune est de type climat océanique dégradé des plaines du Centre et du Nord, selon une étude du Centre national de la recherche scientifique s'appuyant sur une série de données couvrant la période 1971-2000. En 2020, Météo-France publie une typologie des climats de la France métropolitaine dans laquelle la commune est exposée à un climat océanique altéré et est dans la région climatique  Lorraine, plateau de Langres, Morvan, caractérisée par un hiver rude (1,5 °C), des vents modérés et des brouillards fréquents en automne et hiver. 
Pour la période 1971-2000, la température annuelle moyenne est de 10,7 °C, avec une amplitude thermique annuelle de 15,9 °C. Le cumul annuel moyen de précipitations est de 786 mm, avec 12,2 jours de précipitations en janvier et 8 jours en juillet. Pour la période 1991-2020, la température moyenne annuelle observée sur la station météorologique de Météo-France la plus proche, « Noyers_sapc », sur la commune de Noyers à 12 km à vol d'oiseau, est de 11,9 °C et le cumul annuel moyen de précipitations est de 785,9 mm. 
La température maximale relevée sur cette station est de 40,7 °C, atteinte le 24 juillet 2019 ; la température minimale est de −13,4 °C, atteinte le 7 février 2012,,. 
Les paramètres climatiques de la commune ont été estimés pour le milieu du siècle (2041-2070) selon différents scénarios d'émission de gaz à effet de serre à partir des nouvelles projections climatiques de référence DRIAS-2020. Ils sont consultables sur un site dédié publié par Météo-France en novembre 2022.

## Urbanisme

### Typologie
Au 1er janvier 2024, L'Isle-sur-Serein est catégorisée bourg rural, selon la nouvelle grille communale de densité à sept niveaux définie par l'Insee en 2022.
Elle est située hors unité urbaine. Par ailleurs la commune fait partie de l'aire d'attraction d'Avallon, dont elle est une commune de la couronne,. Cette aire, qui regroupe 74 communes, est catégorisée dans les aires de moins de 50 000 habitants,.

### Occupation des sols
L'occupation des sols de la commune, telle qu'elle ressort de la base de données européenne d’occupation biophysique des sols Corine Land Cover (CLC), est marquée par l'importance des territoires agricoles (79,3 % en 2018), en diminution par rapport à 1990 (81,1 %). La répartition détaillée en 2018 est la suivante : 
terres arables (42,8 %), prairies (25,6 %), forêts (12,4 %), zones agricoles hétérogènes (10,9 %), zones urbanisées (8,3 %). L'évolution de l’occupation des sols de la commune et de ses infrastructures peut être observée sur les différentes représentations cartographiques du territoire : la carte de Cassini (XVIIIe siècle), la carte d'état-major (1820-1866) et les cartes ou photos aériennes de l'IGN pour la période actuelle (1950 à aujourd'hui).

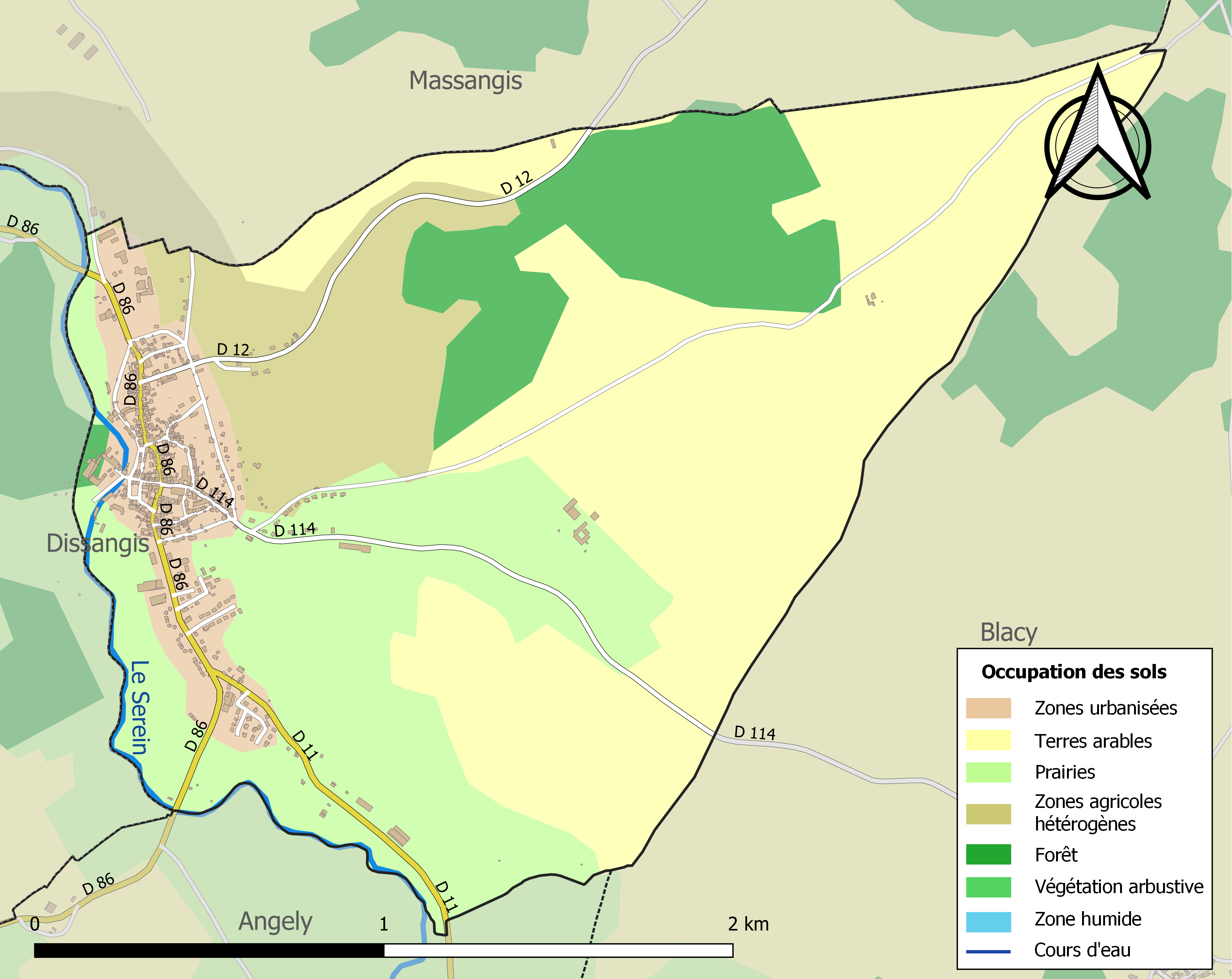
Carte des infrastructures et de l'occupation des sols de la commune en 2018 (CLC).

## Histoire
Le village est situé dans une boucle du Serein, où se trouve une petite île, d'où son nom.
Le village de l'Isle-sur-Serein est attesté dès 877, sous le nom d'Ilianencensis vicaria. C'est une ancienne possession des sires de Montréal. L'un d'entre eux, Anséric IV, y fondera un prieuré placé sous la vocable de Saint-Georges. Le village est fortifié au XIVe siècle. En 1351, il a pour seigneur Jean II de Chalon-Arlay.
En 1472, Lucien de Chalon fonde à l'Isle un couvent de cordeliers,.
Jusqu'à la Révolution française, son nom est L'Isle sous Montreal ou L'Isle-sous-Mont-Real.
- Possession des Anséric, L'Isle-sous-Montreal leur est enlevée sous saint Louis en 1255, comme Montréal et l'essentiel de leurs biens, lors de la déchéance d'Anséric VII, puni pour ses exactions répétées par ses deux suzerains, le duc de Bourgogne Hugues IV et le comte de Champagne-roi de Navarre Thibaut IV. 
Montréal passe alors à la Bourgogne (d'abord à Hugues/Huguenin (v. 1260-1288), fils puîné du duc Hugues ; puis rattachement directement au domaine ducal) ; alors que L'Isle est donnée à Béatrice (1242-1295 ; mère entre autres d'Huguenin), à la fois fille du comte-roi et 2e femme du duc. 
Ensuite, L'Isle se trouve aux mains de la Maison de Chalon-Arlay, car l'héritière Marguerite de Bourgogne († après 1300), dame de Vitteaux, fille d'Hugues IV et de la duchesse Béatrice, épouse vers 1280 Jean Ier de Chalon-Arlay (un cadet de la famille des comtes de Bourgogne, demi-frère puîné du comte Hugues). 
La succession de L'Isle-sous-Montreal passe à leurs descendants, dont Jean II de Chalon, cité plus haut, petit-fils de Marguerite et Jean Ier de Chalon, et mari Marguerite de Mello, dame de Lormes ; le petit-fils de Jean II, fut le prince d'Orange Jean III ; un fils cadet de ce dernier, Jean de Chalon, reçoit Vitteaux, Lormes et L'Isle, et épouse en 1424 Jeanne de La Trémoïlle-branche des comtes de Joigny, sires d'Antigny, Grignon, Uchon, Bourbon-Lancy et Pierre-Perthuis († 1454). 
- L'Isle suit ensuite le sort de Lormes, et passe à des cadets des Chalon-Vitteaux-Joigny, issus du mariage entre Jean de Vitteaux et Jeanne de La Trémoille, par exemple leur fils Léonard de Chalon et son neveu Thibaud de Chalon, avant de revenir à l'aînée de la famille, la comtesse de Joigny Charlotte de Chalon, épouse en premières noces en 1500 d'Adrien de Sainte-Maure-Montgauger, comte de Nesle.
- Ensuite, L'Isle se sépare de Lormes et va à la petite-fille aînée d'Adrien et Charlotte, Louise de Ste-Maure, fille de leur fils Jean de Ste-Maure, comte de Nesle et de Joigny, et sœur du comte Louis ; elle épousa en 1536 Gilles II de Laval-Loué (alors que Lormes échoit à des cadets des Ste-Maure).
- Les héritiers des Laval-Loué sont ensuite : les Aux-Epaules-marquis de Nesle (Joigny étant vendu vers 1605 aux Gondi), car Gabrielle de Laval, fille de Gilles II, maria François Aux-Epaules, sire de Pisy et de Ferrières (cf. l'article Gilles de Laval) ; puis la postérité des Aux-Epaules, les Mailly-Nesle (voir à ces articles) : dont au XVIIIe siècle Louis (1689-1764), marquis de Nesle et de Mailly, père des fameuses sœurs de Nesle ; et sa sœur Charlotte de Mailly (1688-1769), femme en 1711 du prince Emmanuel Ignace de Nassau-Siegen-chevalier de la Toison d'or (1688-1735), dame de L'Isle[19].
- Le fils (réputé adultérin) de Charlotte de Mailly, Maximilien-Guillaume-Adolphe de Nassau (1722-1748), engendra Charles-Henri-Othon de Nassau (1745-1808), qui céda L'Isle en 1771 à Berthier de Sauvigny (1737-† le 22 juillet 1789), dernier seigneur de L'Isle, intendant de la généralité de Paris depuis 1776, victime tragique des débuts de la Révolution (son fils aîné était Antoine-Joseph-Louis Bertier de Sauvigny (1768-1837), avocat général à la Cour des aides).

Aux XIXe et XXe siècles, l'Isle-sur-Serein est un centre ferroviaire d'une certaine importance. La gare de L'Isle-Angely (l'actuelle déchèterie) est en effet, entre 1887 et 1951, le terminus de la ligne d'intérêt local l'Isle-Laroche, surnommée le Tacot du Serein et gérée par la Compagnie de chemins de fer départementaux (CFD). Sa gare est également située sur la  ligne Avallon - Nuits-sous-Ravière du PLM, ouverte en 1888 et progressivement fermée entre 1933 et 1952. En outre, une halte du tacot existait aux Antes, plus proche du centre du bourg que la gare.
Ses habitants sont appelés les Isliens ou Isliennes.

## Politique et administration
| Période | Période  | Identité         | Étiquette | Qualité                           |
| ------- | -------- | ---------------- | --------- | --------------------------------- |
|         |          |                  |           |                                   |
| 1984    | 2008     | Paul-André Sadon | DVD       | Conseiller général de 1989 à 1998 |
| 2020    | En cours | Stéphane Morel   | DVD       |                                   |

## Démographie
L'évolution du nombre d'habitants est connue à travers les recensements de la population effectués dans la commune depuis 1793. Pour les communes de moins de 10 000 habitants, une enquête de recensement portant sur toute la population est réalisée tous les cinq ans, les populations de référence des années intermédiaires étant quant à elles estimées par interpolation ou extrapolation. Pour la commune, le premier recensement exhaustif entrant dans le cadre du nouveau dispositif a été réalisé en 2005.

En 2022, la commune comptait 664 habitants, en évolution de −1,19 % par rapport à 2016 (Yonne : −1,95 %, France hors Mayotte : +2,11 %).
| 1793 | 1800 | 1806 | 1821 | 1831 | 1836 | 1841 | 1846 | 1851 |
| ---- | ---- | ---- | ---- | ---- | ---- | ---- | ---- | ---- |
| 801  | 877  | 878  | 855  | 915  | 953  | 865  | 951  | 945  |

| 1856 | 1861 | 1866 | 1872 | 1876 | 1881 | 1886 | 1891 | 1896 |
| ---- | ---- | ---- | ---- | ---- | ---- | ---- | ---- | ---- |
| 843  | 854  | 912  | 922  | 912  | 969  | 979  | 917  | 901  |

| 1901 | 1906 | 1911 | 1921 | 1926 | 1931 | 1936 | 1946 | 1954 |
| ---- | ---- | ---- | ---- | ---- | ---- | ---- | ---- | ---- |
| 884  | 853  | 777  | 589  | 543  | 576  | 575  | 550  | 455  |

| 1962 | 1968 | 1975 | 1982 | 1990 | 1999 | 2005 | 2006 | 2010 |
| ---- | ---- | ---- | ---- | ---- | ---- | ---- | ---- | ---- |
| 467  | 450  | 494  | 524  | 533  | 716  | 758  | 760  | 738  |

| 2015 | 2020 | 2022 | - | - | - | - | - | - |
| ---- | ---- | ---- | - | - | - | - | - | - |
| 680  | 660  | 664  | - | - | - | - | - | - |

## Lieux et monuments

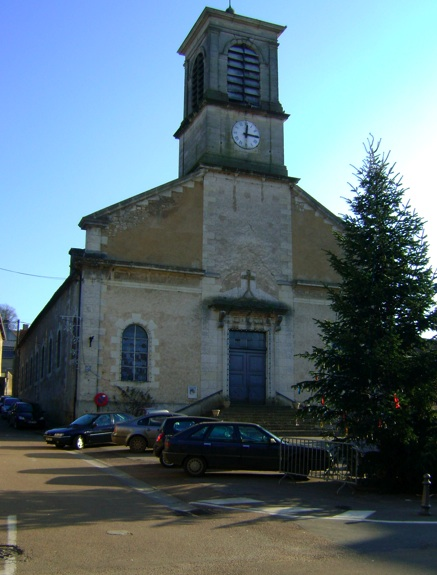
L'église Saint-Martin.
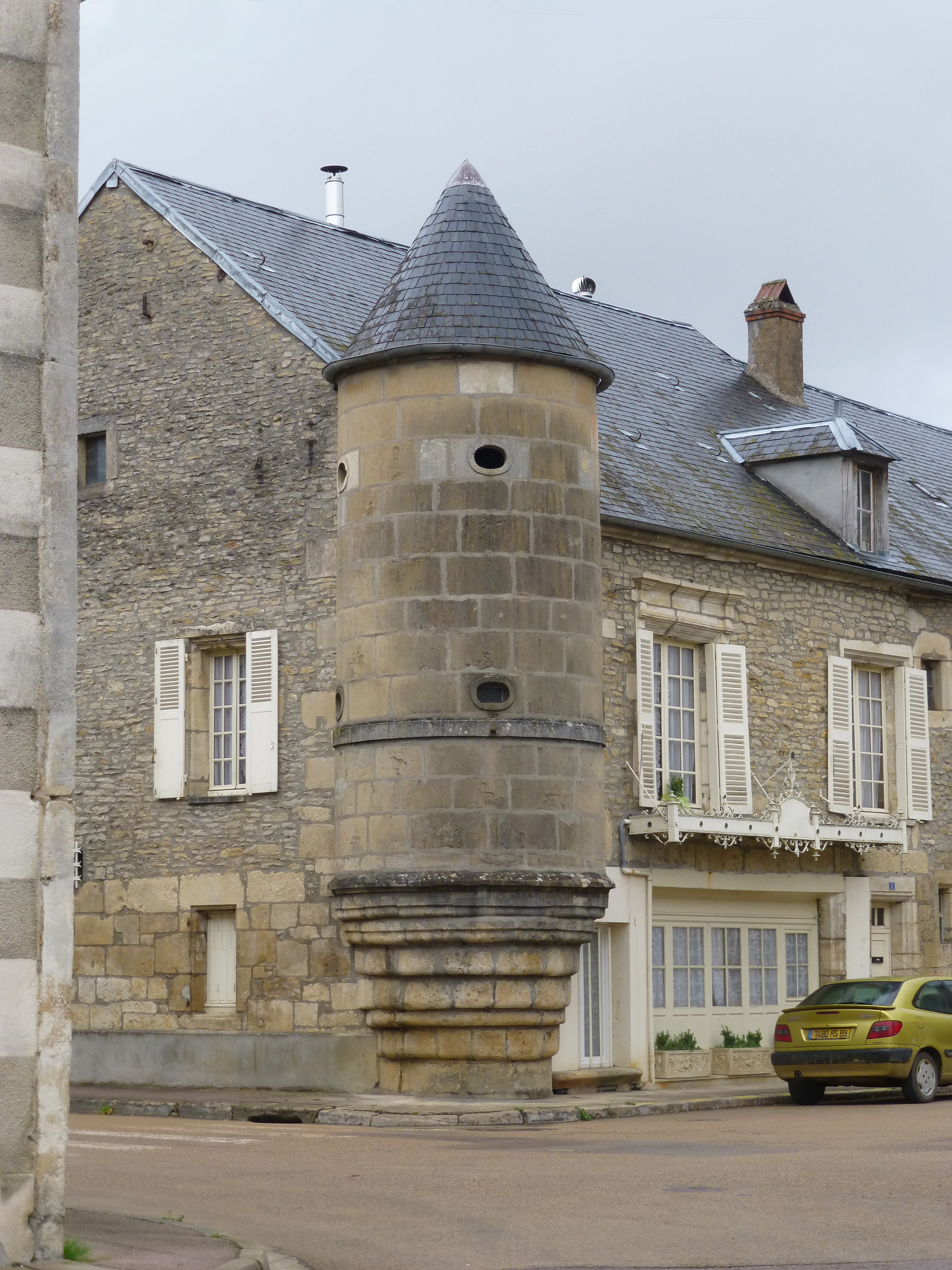
La tour Amyot.
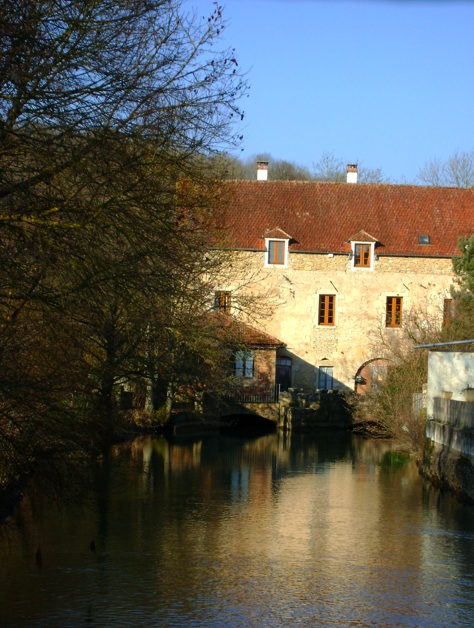
Le vieux moulin.
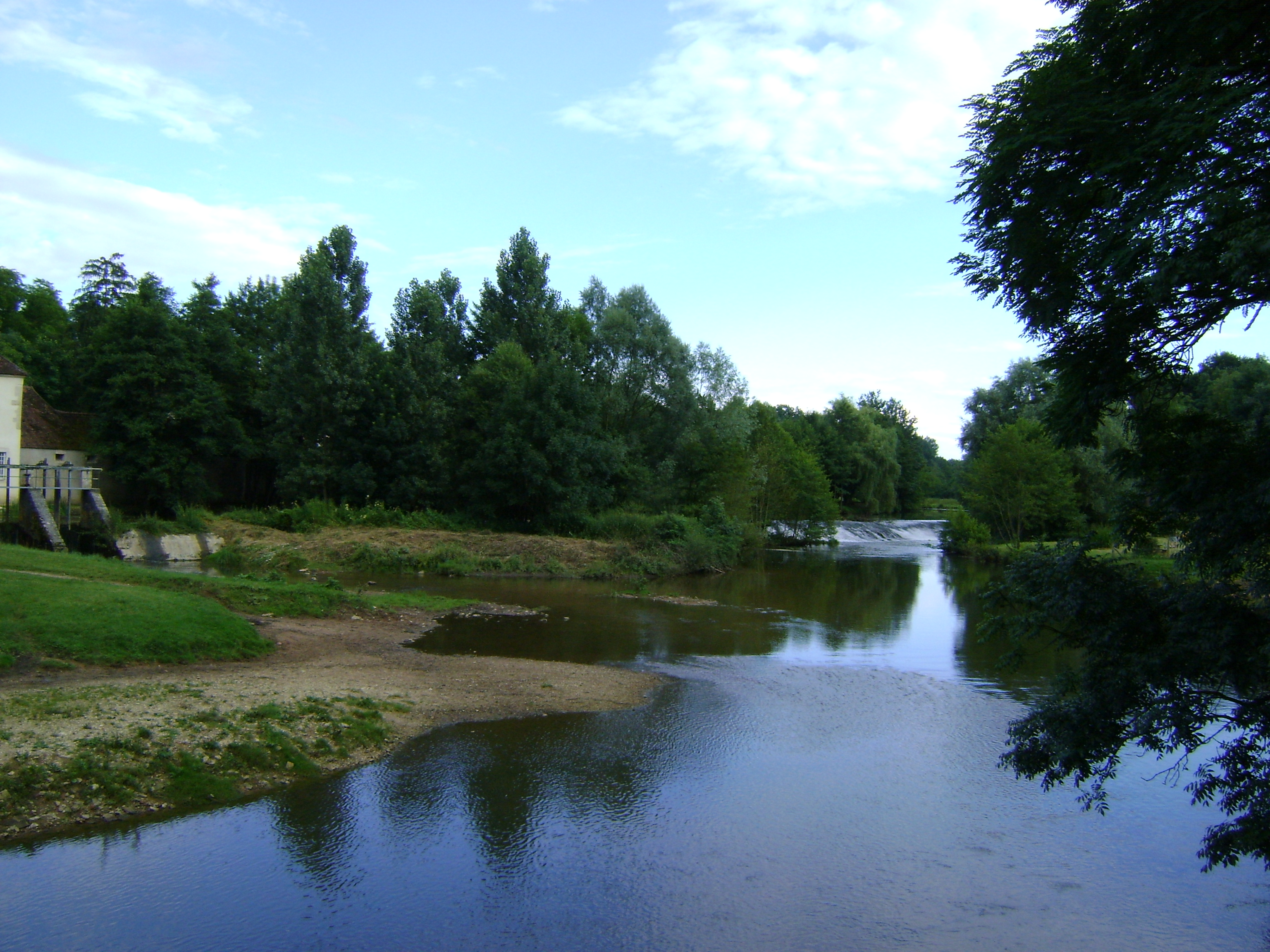
Les Antes.

- Le Tumulus du tertre à Tormancy, classé monument historique depuis le 5 février 1931.
- Il reste quelques maisons du XVe siècle, dont une ancienne maison forte située sur l'île.
- De nombreuses maisons villageoises du XVIIIe siècle.
- Le château de l'Isle-sur-Serein fut édifié au XVIIIe siècle, privé.
- L'église paroissiale Saint-Martin fait l’objet d’une inscription au titre des monuments historiques depuis le 30 janvier 1991[25]. Cette église, édifiée en 1837, a la particularité d'arborer sur son fronton la devise « liberté, égalité, fraternité ».
- Sur l'île, une jolie place, appelée « place des Antes », borde le Serein.

## Personnalités liées à la commune
- Georges Bidault de l'Isle (1874-1956), astronome, conseiller général, à l'origine de l'Observatoire astronomique et météorologique de « la Guette » à L'Isle-sur-Serein.
- Apollinaire Bouchardat, professeur d'hygiène à la faculté de médecine de Paris et pharmacien-chef à l'Hôtel-Dieu pendant plus de 20 ans, né le 23 juillet 1806 à L'Isle-sur-Serein dans la rue qui porte son nom. Il a été le premier à entreprendre des recherches sur le diabète et préconisa des méthodes d'hygiène de vie encore appliquées de nos jours et est également à l'origine de la découverte de l'acrylique, du caoutchouc synthétique, du néoprène, du vinyle. Une plaque commémorative est apposée sur sa maison natale.
- Simone Rétif épouse Bidault de l'Isle (1927-2019). Pionnière dans le monde du secourisme, elle fut la Présidente fondatrice de la SPC 5 en 1982, première « antenne » de ce qui est désormais la Protection Civile Paris Seine. Aujourd'hui, cette association compte près de 1 000 adhérents. Elle fut conseillère du 5e arrondissement de Paris de 1983 à 2001. En 2008, elle sera décorée de la Légion d'Honneur par le Professeur Louis Lareng dans les salons d'honneur de l'hôtel de ville de Paris pour 43 ans de bénévolat. Une salle de la mairie du 5e arrondissement de Paris portera son nom en reconnaissance pour son engagement au service des autres.

## Pour approfondir